# 임마누엘학교
임마누엘학교(인도네시아어: Sekolah Kristen Immanuel, 영어: Immanuel Christian School)는 인도네시아 서칼리만탄 주 폰티아낙에 있는 개신교 학교이다. 현재 유치원부터 고등학교까지의 과정을 운영하고 있다.

## 학교
- 임마누엘유치원 (인도네시아어: TK Kristen Immanuel)
- 임마누엘초등학교 (인도네시아어: SD Kristen Immanuel)
- 임마누엘중학교 (인도네시아어: SMP Kristen Immanuel)
- 임마누엘고등학교 (인도네시아어: SMA Kristen Immanuel)
- 임마누엘전문학교 (인도네시아어: SMK Kristen Immanuel)

## 표어
총명(聰明), 지혜(智慧), 승임(勝任)

영어: Smart, Wise, Accountable; 인도네시아어: Cerdas, Bijak, Bertanggung jawab

## 같이 보기
- 서가기독교회